# Президентские выборы на Кипре (1983)
Президентские выборы на Кипре прошли 13 февраля 1983 года. В результате выборов победу одержал временный президент Спирос Киприану (Демократическая партия), которого также поддерживала Прогрессивная партия трудового народа Кипра. Он получил 56,5% голосов при явке 95%.

## Результаты
| Кандидат                          | Партия                                                             | Голоса  | %    |
| --------------------------------- | ------------------------------------------------------------------ | ------- | ---- |
| Спирос Киприану                   | Демократическая партия/Прогрессивная партия трудового народа Кипра | 173 791 | 56,5 |
| Глафкос Клиридис                  | Демократическое объединение                                        | 104 294 | 33,9 |
| Вассос Лиссаридес                 | Движение за социал-демократию                                      | 29 307  | 9,5  |
| Недействительные/пустые бюллетени | Недействительные/пустые бюллетени                                  | 3 511   | –    |
| Всего                             | Всего                                                              | 310 903 | 100  |
| Источник: Nohlen & Stöver         |                                                                    |         |      |